# Tetrapus mexicanus
Tetrapus mexicanus is een vliesvleugelig insect uit de familie vijgenwespen (Agaonidae). De wetenschappelijke naam is voor het eerst geldig gepubliceerd in 1952 door Grandi.